# Brúarjökull
El Brúarjökull es un glaciar de Islandia, que constituye la parte septentrional del Vatnajökull, el mayor del país. 

## Características
Se encuentra en el municipio de Fljótsdalshérað, en la región de Austurland. Tiene una superficie de 1.600 kilómetros cuadrados. Geográficamente, se sitúa en las Tierras Altas, y en sus aguasse origina el estanque Hálslón, donde nace el río Jökulsá á Brú.